# Itzalana rubescens
Itzalana rubescens är en insektsart som beskrevs av Victor Lallemand 1956. Itzalana rubescens ingår i släktet Itzalana och familjen lyktstritar. Inga underarter finns listade i Catalogue of Life.